# Боцман Яна Володимирівна
Бо́цман Я́на Володи́мирівна — письменниця, працює у літературному дуеті із Дмитром Гордевським під псевдонімом Олександр Зорич.

## Біографія
Народилась 7 серпня 1973 року в Харкові, в сім'ї викладачів Харківського національного університету імені Василя Каразіна. Навчалась у середній школі (разом із Дмитром Гордевським).
Отримала музичну освіту, вступила навчатися на прикладну математику, у 1990-1995 роках навчалась на філософському факультеті ХНУ ім. Каразіна, та у 1999 році захистила кандидатську дисертацію з релігієзнавства (філософія єресей), таким чином є кандидатом філософських наук. До вересня 2004 року працювала доцентом на філософському факультеті ХНУ імені Каразіна (разом із Дмитром Гордевським), викладала релігієзнавство, перекладала наукові книжки.
Починаючи з вересня 2004 року є професійною письменницею. Є членом Спілки російських письменників.